# Melaneros jageri
Melaneros jageri – gatunek chrząszcza z rodziny karmazynkowatych i podrodziny Lycinae.
Gatunek ten opisany został w 1999 roku przez Ladislava Bocáka i Miladę Bocákovą, którzy jako miejsce typowe wskazali Gerlang na północ od Pokhary.
Chrząszcz o ciele długości od 4,4 do 5,9 mm. Ubarwienie czarne z pomarańczowoczerwonymi pasami bocznymi na trapezowatym przedpleczu. Wydłużone pokrywy mają boki prawie równoległe i czwarte podłużne żeberko pierwszorzędowe wyniesione w części barkowej. Edeagus nadzwyczaj krótki, z bocznym wyrostkiem w wierzchołkowej ⅓.
Gatunek znany wyłącznie z Nepalu.